# BRM・P57
BRM・P57（1961年はBRM P48/57、1962年はBRM P578）は、ブリティッシュ・レーシング・モータースが1962年から1965年までのF1世界選手権に投入したフォーミュラ1カー。トニー・ラッドによって設計された。

## 開発

### 1961
他のイギリスのチームと同様に、BRMは1961年シーズンの新レギュレーションによって1.5リッターに制限されたエンジンを搭載することとなった。彼らの新しい1.5リッターV8エンジンはまだ製図板にあり、これはシーズン後半まで準備できなかった。（実戦投入は更に遅れ翌シーズンとなった）クーパーやロータスが使用するコヴェントリー・クライマックスの4気筒が応急の選択肢であった。このエンジンをトニー・ラッドが設計した初のスペースフレーム構造であるP48のシャシーに搭載した。このP48 Mk.IIは、P25で導入したシングルリアディスクブレーキを放棄し、従来型の2ディスクレイアウトを採用していた。
新型のP57は450kgとライバルである他のイギリスチームのマシンよりも重く、クライマックスエンジンもフェラーリ・156のV6エンジンに対抗できなかった。後に本来構想されたV8エンジンを搭載したP57は正式にはP578と命名されたが、両方とも一般的にはP57と呼ばれる。

### 1962
P578の設計は、1961年シーズンのクライマックスエンジンを搭載したP57（P48/57とも呼ばれる）まで遡ることができる。シャシーは鋼管スペースフレーム構造で、サスペンションはそのまま流用された。出力不足のクライマックスエンジンはBRM製のV8エンジンと置き換えられた。このエンジンは190馬力を発揮した。また、ルーカス社製のインジェクションシステムを新たに搭載した。出力はクライマックスエンジンと同等であったが、BRMのエンジンは11,000rpmと、回転数が増加した。ギアボックスはコロッティの新型6速が搭載された。しかしながら、このギアボックスは信頼性に欠け、再び自社製の5速ギアボックスを搭載することになる。8本の排気管は当初垂直に取り付けられたが、次第に緩むようになったためより一般的な水平レイアウトに置き換えられた。

## レース戦績
ヨアキム・ボニエとダン・ガーニーがポルシェチームに移籍し、1961年シーズンのBRMはグラハム・ヒルとトニー・ブルックスの2台体制になった。マシンはレースの走行距離を走りきる能力はあったが、競争力は無かった。ポイントは第4戦のフランスグランプリまで獲得することができなかった。最終戦のアメリカグランプリでは、ブルックスが3位、ヒルが5位と特筆する活躍を見せた。しかしながらこれは、ヴォルフガング・フォン・トリップスの事故死でフェラーリがシーズンから撤退したことでもたらされた結果であった。BRMは合計7ポイントを獲得、ランキング7位でシーズンを終えたが、これはフル参戦したコンストラクターの中で最下位であった。

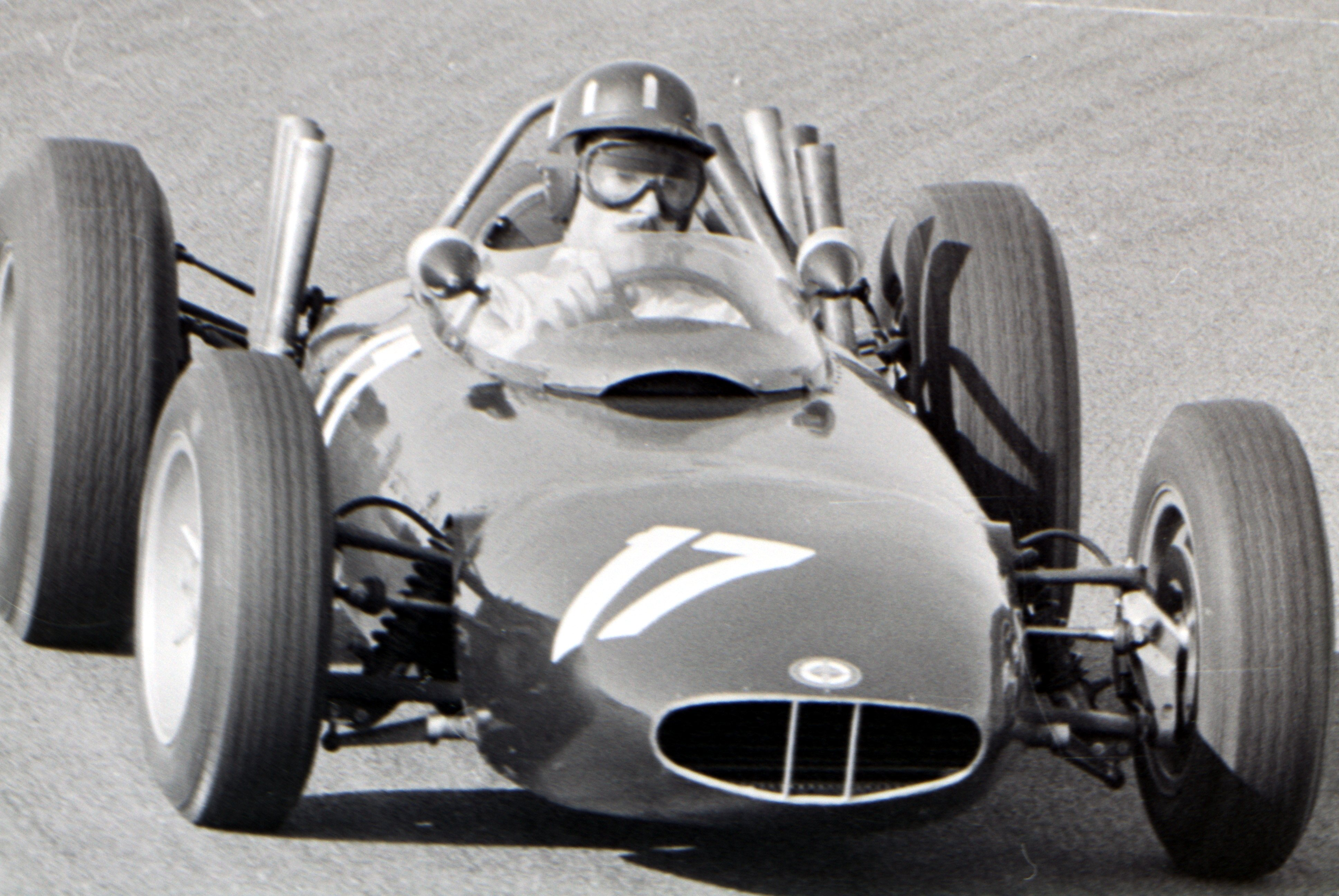
グラハム・ヒルがドライブするP57、1963年オランダグランプリ。

1962年シーズン、ヒルはチームに残留したが、ベテランのブルックスはF1から引退した。代わって若きアメリカ人ドライバーのリッチー・ギンサーがフェラーリから移籍してきた。シーズンは開幕戦オランダグランプリでのヒルの優勝で始まった。タイトル争いはヒルと革新的なモノコックボディのロータス・25をドライブするジム・クラークの争いとなった。クラークのロータスは速かったが、ヒルのBRMは信頼性で勝っていた。クラークは6つのポールと3つの勝利を獲得したが、ポイントを獲得したのは4回のみであった。ヒルのBRMは全てのレースで完走し、終盤の4戦で3勝を挙げ、初のタイトルを獲得した。チームメイトのギンサーはリタイア4回、表彰台2回と失望のシーズンとなった。ギンサーは振るわなかったが、ヒルが圧倒的な結果を残したことで、BRMはロータスを上回り唯一となるコンストラクターズタイトルを獲得した。
1963年シーズンに新車は間に合わず、P57が引き続いて使用された。競争力を維持するため新たに6速のギアボックスが搭載され、新しいインジェクションシステムも搭載された。開幕戦のモナコグランプリは前年の繰り返しとなった。クラークは壊れやすいロータスが破綻する前にポールからリードしたが、結局勝利はヒルのものとなった。しかしながら、新型ギアボックスのトラブルでヒルは続く2戦をリタイアすることとなる。一方クラークは4連勝を遂げ、タイトル争いで大きくリードすることとなった。クラークは後半の5戦でも3勝を挙げ、タイトルを獲得した。ヒルはアメリカグランプリで2勝目を挙げたが、それは慰めにもならなかった。ドイツグランプリとイタリアグランプリでヒルはモノコックボディの新型、P61をドライブしたが、P61はハンドリングに問題がありP57を使用しなければならなくなった。ヒルとギンサーは合わせて10回の表彰台を獲得し、ドライバーズチャンピオンシップでは2位と3位だった。BRMは29ポイントを獲得し、コンストラクターズランキングは2位となった。
1964年シーズン、BRMはP57に代えてP261を投入したが、スクーデリア・セントロ・スッドを始めとするプライベーターが1965年までP57を走らせた。

## F1における全成績
(key) （太字はポールポジション、斜体はファステストラップ）
| 年     | チーム                                     | シャシー | エンジン                  | タイヤ | ドライバー                 | 1   | 2   | 3   | 4   | 5   | 6   | 7   | 8   | 9   | 10  | ポイント | 順位 |
| ------ | ------------------------------------------ | -------- | ------------------------- | ------ | -------------------------- | --- | --- | --- | --- | --- | --- | --- | --- | --- | --- | -------- | ---- |
| 1961年 | オーウェン・レーシング・オーガニゼーション | P48/57   | クライマックス FPF 1.5 L4 | D      |                            | MON | NED | BEL | FRA | GBR | GER | ITA | USA |     |     | 7        | 5位  |
| 1961年 | オーウェン・レーシング・オーガニゼーション | P48/57   | クライマックス FPF 1.5 L4 | D      | グラハム・ヒル             | Ret | 8   | Ret | 6   | Ret | Ret | Ret | 5   |     |     | 7        | 5位  |
| 1961年 | オーウェン・レーシング・オーガニゼーション | P48/57   | クライマックス FPF 1.5 L4 | D      | トニー・ブルックス         | 13  | 9   | 13  | Ret | 9   | NC  | 5   | 3   |     |     | 7        | 5位  |
| 1962年 | オーウェン・レーシング・オーガニゼーション | P57      | BRM P56 2.1 V8            | D      |                            | NED | MON | BEL | FRA | GBR | GER | ITA | USA | RSA |     | 42       | 1位  |
| 1962年 | オーウェン・レーシング・オーガニゼーション | P57      | BRM P56 2.1 V8            | D      | グラハム・ヒル             | 1   | 6   | 2   | 9   | 4   | 1   | 1   | 2   | 1   |     | 42       | 1位  |
| 1962年 | オーウェン・レーシング・オーガニゼーション | P57      | BRM P56 2.1 V8            | D      | リッチー・ギンサー         |     |     | Ret | 3   | 13  | 8   | 2   | Ret | 7   |     | 42       | 1位  |
| 1962年 | オーウェン・レーシング・オーガニゼーション | P48/57   | BRM P56 2.1 V8            | D      | リッチー・ギンサー         | Ret | Ret |     |     |     |     |     |     |     |     | 42       | 1位  |
| 1962年 | オーウェン・レーシング・オーガニゼーション | P48/57   | BRM P56 2.1 V8            | D      | トニー・マーシュ           |     | DNA | DNA |     |     | DNA |     |     |     |     | 42       | 1位  |
| 1962年 | オーウェン・レーシング・オーガニゼーション | P48/57   | BRM P56 2.1 V8            | D      | ジェリー・アシュモア       |     |     | DNA |     |     |     |     |     |     |     | 42       | 1位  |
| 1962年 | ブルース・ジョンストン                     | P48/57   | BRM P56 2.1 V8            | D      | ブルース・ジョンストン     |     |     |     |     |     |     |     |     |     | 9   | 42       | 1位  |
| 1963年 | オーウェン・レーシング・オーガニゼーション | P57      | BRM P56 2.1 V8            | D      |                            | MON | BEL | NED | FRA | GBR | GER | ITA | USA | MEX | RSA | 361      | 2位1 |
| 1963年 | オーウェン・レーシング・オーガニゼーション | P57      | BRM P56 2.1 V8            | D      | グラハム・ヒル             | 1   | Ret | Ret |     | 3   | Ret |     | 1   | 4   | 3   | 361      | 2位1 |
| 1963年 | オーウェン・レーシング・オーガニゼーション | P57      | BRM P56 2.1 V8            | D      | リッチー・ギンサー         | 2   | 4   | 5   | Ret | 4   | 3   | 2   | 2   | 3   | Ret | 361      | 2位1 |
| 1963年 | スクーデリア・セントロ・スッド             | P57      | BRM P56 2.1 V8            | D      | モーリス・トランティニアン |     |     |     |     |     |     | 9   |     |     |     | 361      | 2位1 |
| 1963年 | スクーデリア・セントロ・スッド             | P57      | BRM P56 2.1 V8            | D      | ロレンツォ・バンディーニ   |     |     |     | 10  | 5   | Ret |     |     |     |     | 361      | 2位1 |
| 1963年 | スクーデリア・セントロ・スッド             | P57      | BRM P56 2.1 V8            | D      | モイセス・ソラーナ         |     |     |     |     |     |     |     |     | 11  |     | 361      | 2位1 |
| 1964年 | モーリス・トランティニアン                 | P57      | BRM P56 2.1 V8            | D      |                            | MON | NED | BEL | FRA | GBR | GER | AUT | ITA | USA | MEX | 422      | 2位2 |
| 1964年 | モーリス・トランティニアン                 | P57      | BRM P56 2.1 V8            | D      | モーリス・トランティニアン | Ret |     |     | 11  | DNQ | 5   |     | Ret |     |     | 422      | 2位2 |
| 1964年 | スクーデリア・セントロ・スッド             | P57      | BRM P56 2.1 V8            | D      | ジャンカルロ・バゲッティ   |     | 10  | 8   |     | 12  | Ret | 7   | 8   |     |     | 422      | 2位2 |
| 1964年 | スクーデリア・セントロ・スッド             | P57      | BRM P56 2.1 V8            | D      | トニー・マグス             |     | DNS | DNS |     | Ret | 6   | 4   |     |     |     | 422      | 2位2 |
| 1965年 | スクーデリア・セントロ・スッド             | P57      | BRM P56 2.1 V8            | D      |                            | RSA | MON | BEL | FRA | GBR | NED | GER | ITA | USA | MEX | 452      | 2位2 |
| 1965年 | スクーデリア・セントロ・スッド             | P57      | BRM P56 2.1 V8            | D      | ルシアン・ビアンキ         |     |     | 12  |     |     |     |     |     |     |     | 452      | 2位2 |
| 1965年 | スクーデリア・セントロ・スッド             | P57      | BRM P56 2.1 V8            | D      | ウィリー・メレス           |     |     | DNS |     |     |     |     |     |     |     | 452      | 2位2 |
| 1965年 | スクーデリア・セントロ・スッド             | P57      | BRM P56 2.1 V8            | D      | マステン・グレゴリー       |     |     | Ret |     | 12  |     | 8   | Ret |     |     | 452      | 2位2 |
| 1965年 | スクーデリア・セントロ・スッド             | P57      | BRM P56 2.1 V8            | D      | ロベルト・ブッシネッロ     |     |     |     |     |     |     | DNQ | 13  |     |     | 452      | 2位2 |
| 1965年 | スクーデリア・セントロ・スッド             | P57      | BRM P56 2.1 V8            | D      | ジョルジオ・バッシ         |     |     |     |     |     |     |     | Ret |     |     | 452      | 2位2 |

^1 BRM・P61でのポイントも含む。 
 ^2 BRM・P261でのポイントも含む。
1962年
- コンストラクターズタイトル獲得
- ドライバーズタイトル獲得：グラハム・ヒル（1PP 4勝）
- ドライバーズランキング8位：リッチー・ギンザー（予選最高位2位1回 決勝最高位2位1回）

1963年
- コンストラクターズランキング2位
- ドライバーズランキング2位：グラハム・ヒル（2PP 2勝）
- ドライバーズランキング3位：リッチー・ギンザー（予選最高位4位3回 決勝最高位2位3回）

## 参照
- Menard, Pierre (2000). The Great Encyclopedia of Formula One. London, England: Constable & Robinson Ltd. pp. 432. ISBN 1-84119-259-7
- Codling, Stuart (2010). The Art of the Formula 1 Race Car. Minneapolis, MN USA: MBI Publishing Company. pp. 432. ISBN 978-0-7603-37318
- Nye, Doug (2003). BRM: The Saga of British Racing Motors: Rear-Engined Cars, 1960-79. Vol 2.. Motor Racing Publications. ISBN 1-899870-00-8